# Сумово (Сейненський повіт)
Сумово (пол. Sumowo) — село в Польщі, у гміні Сейни Сейненського повіту Підляського воєводства.
Населення — 111 осіб (2011).
У 1975-1998 роках село належало до Сувальського воєводства.

## Демографія
Демографічна структура станом на 31 березня 2011 року:
|          | Загалом | Допрацездатний вік | Працездатний вік | Постпрацездатний вік |
| -------- | ------- | ------------------ | ---------------- | -------------------- |
| Чоловіки | 47      | 7                  | 32               | 8                    |
| Жінки    | 64      | 18                 | 34               | 12                   |
| Разом    | 111     | 25                 | 66               | 20                   |